# 烏克蘭希臘禮天主教伊萬諾-弗蘭科夫斯克總教區
烏克蘭希臘禮天主教伊萬諾-弗蘭科夫斯克總教區（拉丁語：Archieparchia Stanislaopolitana）是烏克蘭一個東儀天主教總教區（烏克蘭希臘禮），下轄科洛梅亞教區和切爾諾夫策教區。

## 歷史
1885年3月26日升為教區，2011年11月21日升為教省總教區。

## 基本資料
範圍包括烏克蘭伊萬諾-弗蘭科夫斯克州北部八縣。2009年有教友603,918人（佔轄區人口76.2%）、371個堂區、451名司鐸。現任總主教為弗拉基米爾·維特申。